# Rhynchostylis gigantea
Rhynchostylis gigantea är en orkidéart som först beskrevs av John Lindley, och fick sitt nu gällande namn av Henry Nicholas Ridley. Rhynchostylis gigantea ingår i släktet Rhynchostylis och familjen orkidéer.

## Underarter
Arten delas in i följande underarter:
- R. g. gigantea
- R. g. violacea

## Bildgalleri

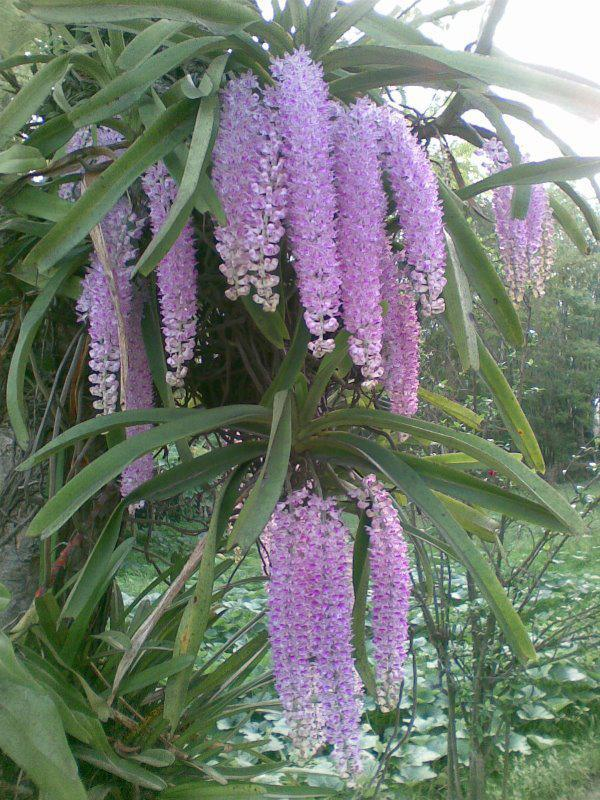
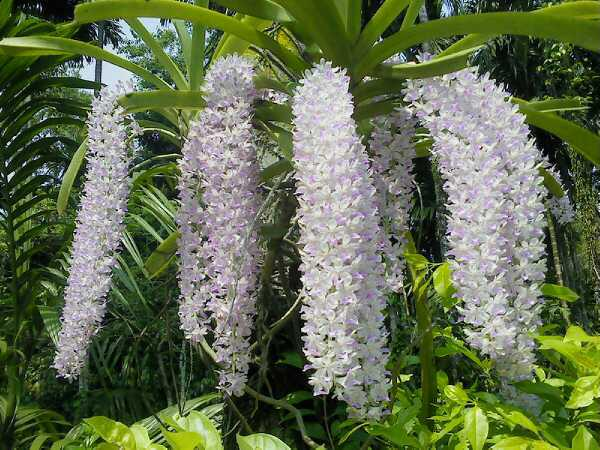
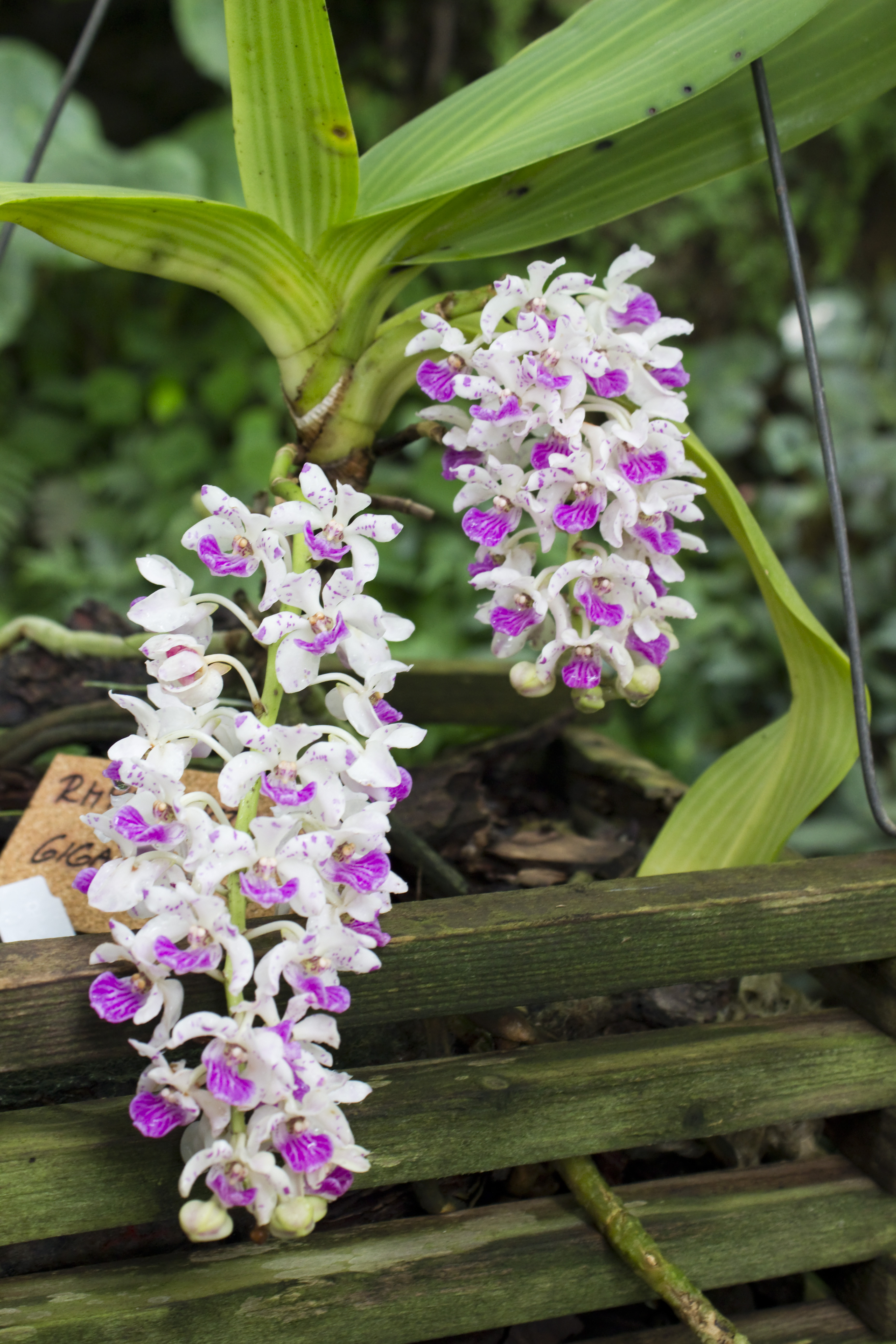
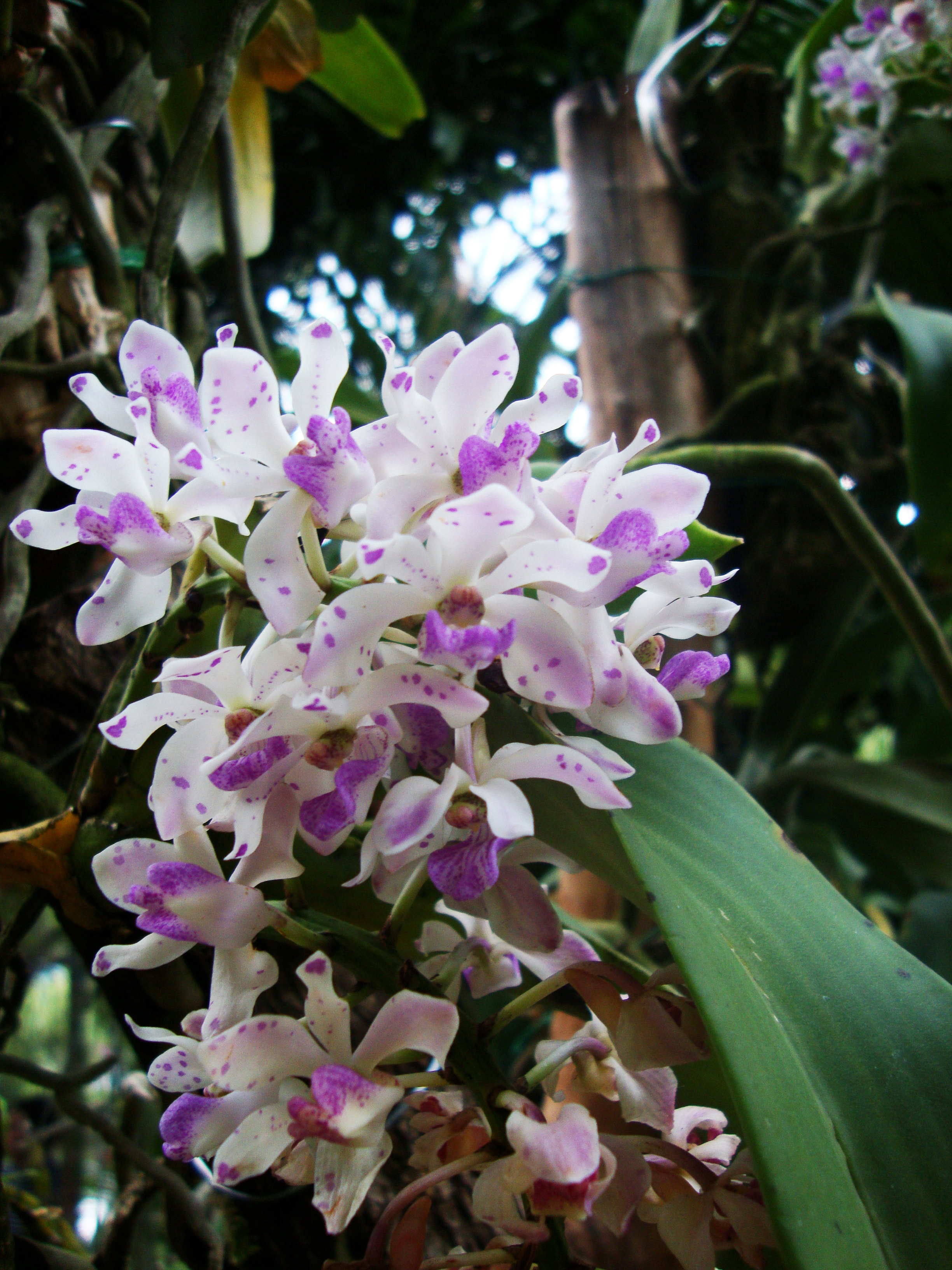
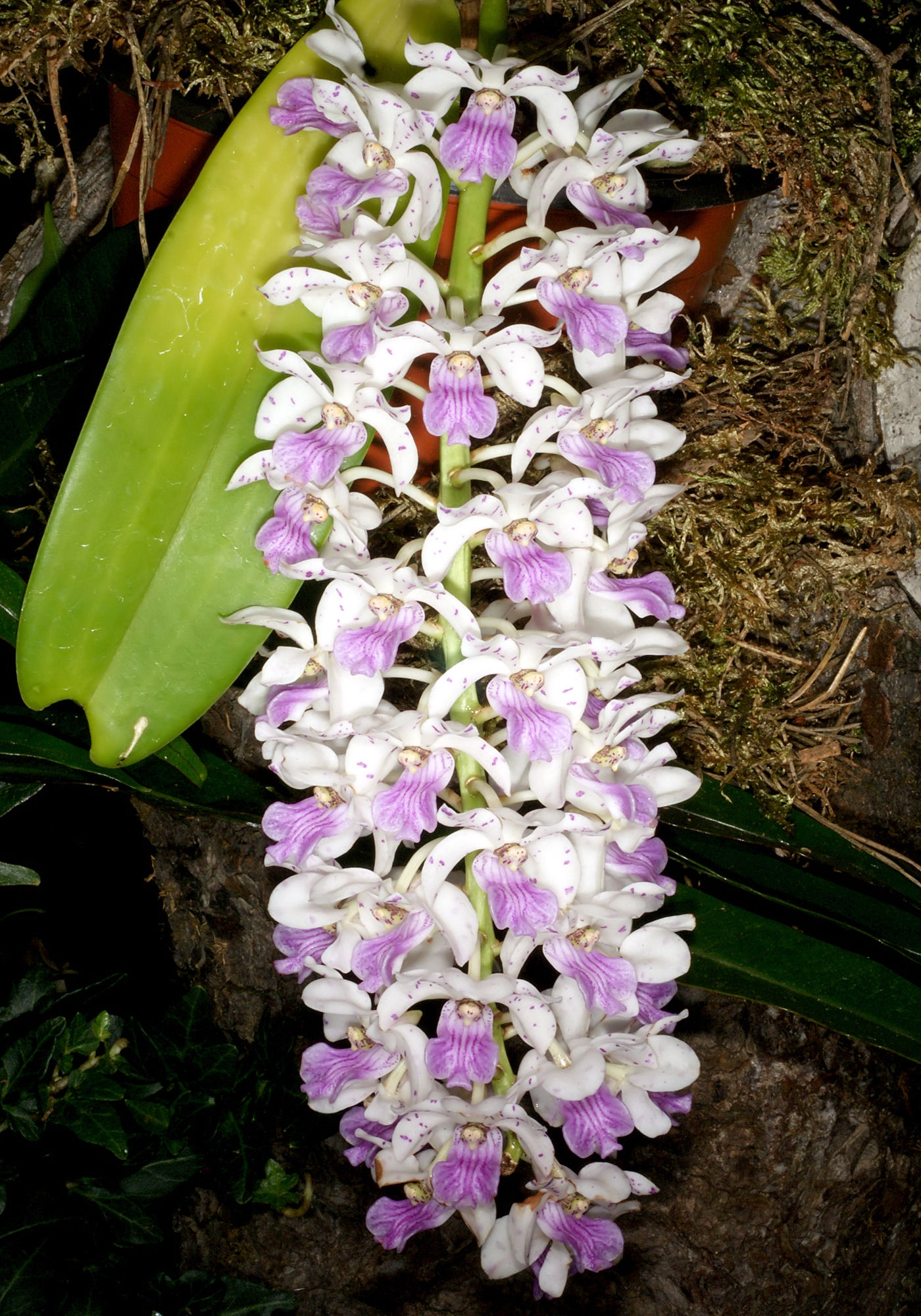
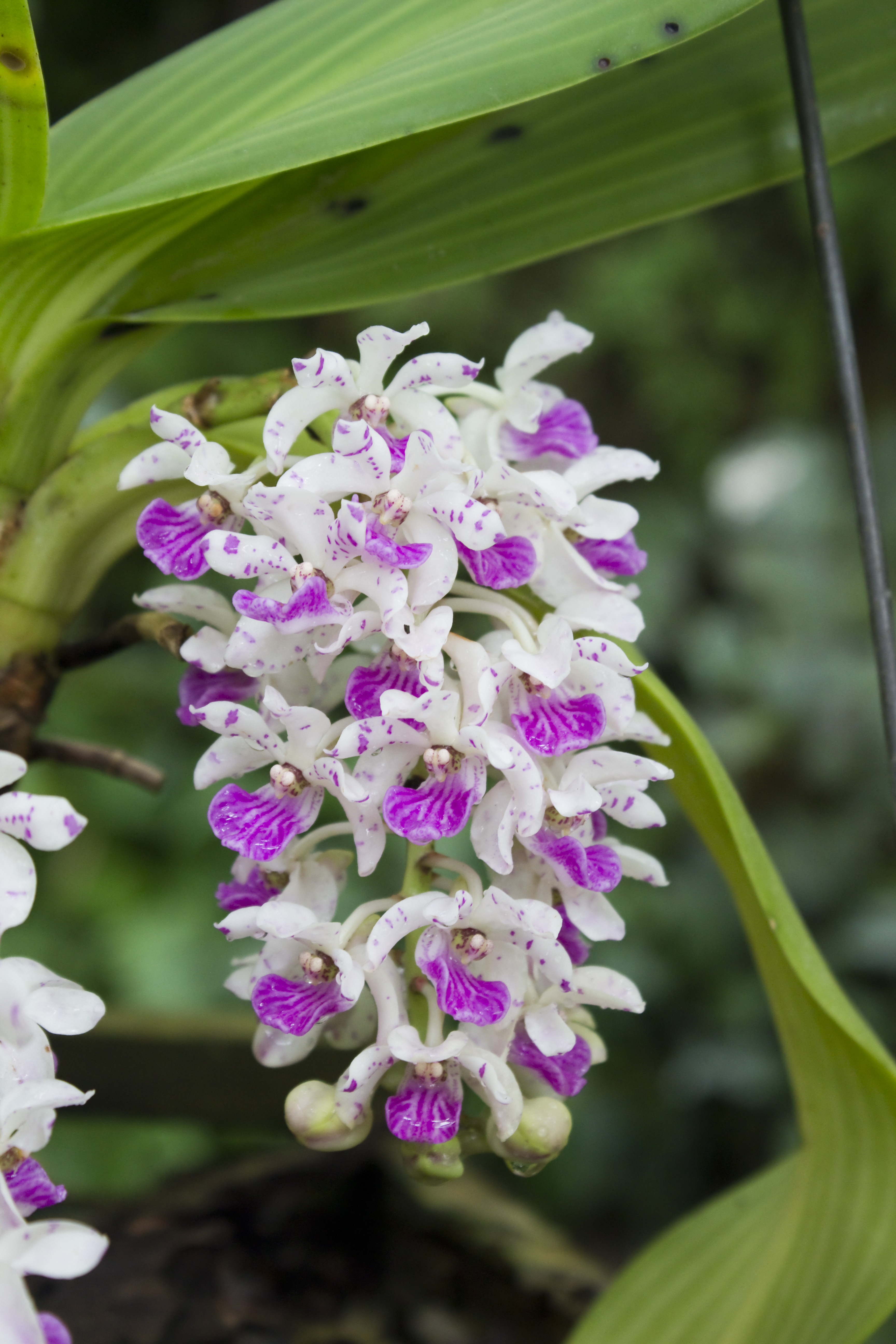